# Nils Tegner
Nils Yelverton Tegner, född 29 maj 1921 i Växjö, död 19 januari 1991 i Oscars församling i Stockholm, var en svensk väg- och vattenbyggnadsingenjör.
Tegner, som var son till provinsialläkaren Yelverton Tegner och Gertrud Cornell, avlade studentexamen i Växjö 1940, blev reservofficer i luftvärnet 1943 och utexaminerades från Chalmers tekniska högskola 1947. Han blev biträdande arbetschef vid AB Bergendahl & Höckert i Stockholm 1947, arbetschef vid bolagets byggnadsverksamhet i Luleå 1950, i Stockholm 1953, avdelningschef 1958 och överingenjör där 1964. Han innehade byggmästarrättigheter i Stockholm från 1956 och blev major i Väg- och vattenbyggnadskåren 1971. Tegner är gravsatt i minneslunden på Norra begravningsplatsen utanför Stockholm.